# 鐵線橋通濟宮
鐵線橋堡通濟宮位於臺灣臺南市新營區鐵線橋，分為新廟與舊廟，其中舊廟於民國八十七年（1998年）2月13日被列為古蹟。該廟主祀媽祖，信徒分布最廣時轄境分為東西堡，共二十六庄社。由於該廟位於庄中，附近皆為住家而腹地狹小，故在1991年11月時興建新廟，於1995年仲秋落成。新廟落成後，廟中諸神大多移祀至新廟，但仍留三尊媽祖等神像於舊廟供奉。

## 沿革
該廟約創設於清治時期的康熙中葉，神像為當地先民來臺時從福建湄洲迎來，以保佑航程平安，但具體的建廟時間則不詳。建廟之後，在清嘉慶二年時由當地士紳劉得昌首捐銀九十六圓重修廟貌，並添置香田來維持廟宇運作。而在日治時期的大正元年（1912年）時，該廟亦重修過，當時廟貌已與今貌大同小異。
然而在日昭和六年（1931年）的冬至時，廟宇前殿毀於地震，但因為經濟困難只好搭建簡陋前殿來應急。而在八年後的皇民化運動期間，僅存的後殿又於該年農曆六月被以「妨礙交通」之名義遭到拆毀，神像則要被帶到新營郡役所火化升天。而為了保護神像，「大媽」被藏於庄民楊耀輝家中，但兩尊「東西媽」因為高近五尺而無法藏匿，被送到了郡役所，不過據說火化之時因為「東西媽」臉上流汗，而令郡守感到驚訝，差人叫庄民迎回神像。
第二次世界大戰後，民國三十四年（1945年）農曆十二月時管理人蘇新助提議重建廟宇，並成立籌建委員會，聘臺南府城「鬃師」葉鬃主其事，擇於民國三十八年（1949年）農曆二月動工。而由於物價波動激烈，所以在建材方面大量使用被拆毀的舊廟建材，此外因為木材多腐朽而得稍加切割，故此次重建的廟宇小於拆毀前的規模。該廟於動工當年的7月13日（農曆六月十八日）入廟安座，將原先分祀民宅中的眾神迎回，後來受到7月20日的幣制改革影響，工程提前於該年10月（農曆九月）左右完工，於1950年1月15日（農曆十一月廿七日）暫行落成典禮，之後則是在1959年4月30日（農曆三月廿三）媽祖誕辰時舉行正式的入廟大典，並進行「三獻科」普渡和籌組往臺南大天后宮進香請火的進香團。
由於通濟宮位在庄頭中心，腹地有限，又歷經1963年的東山大地震、1975年的八一七水災與1981年的九三水災，故有另建新廟之議。最後在1991年於庄郊西北側動工建廟，於1995年仲秋完工。完工之後神像大多移到新廟供奉，舊廟留下三尊媽祖、地藏菩薩、註生娘娘與後來增祀的田都元帥神像，另外還有舊香爐、籤筒等神器和兩座古碑。
近年來臺南縣政府曾在2005年時整修過該廟舊廟。

## 建築
通濟宮舊廟為二進三開間建築，在中軸線上依次是廟埕、三川殿與正殿，而在正殿與三川殿間則設有天井與過水廊，屋頂則為硬山式。屋頂上的剪黏與正殿對看堵為葉鬃之作，而廟中彩繪則為學甲李摘之作。
新廟則為重檐歇山閩式建築，建有鐘鼓樓，面開五間。

## 文物

### 神像
新廟主要的舊媽祖神像共五尊，應皆為清代神像，分別是大媽、二媽、三媽與東西媽，大媽、二媽、三媽為創廟時的神像，而由於鐵線橋居民認為「三媽上興」，故多迎請三媽問事。東西媽是「東媽」與「西媽」的合稱，為軟身神像，之所以有東西之分則是因其出巡範圍不同，東媽主巡昔日鐵線橋堡位在急水溪以東的「東堡」，西媽則主巡昔日鐵線橋堡位在急水溪以西的「西堡」。
而除了媽祖之外，廟中還供奉有地藏王菩薩、觀世音菩薩、註生娘娘、伽藍尊王、李府千歲、池府千歲、朱府千歲、范府千歲、中壇元帥、千里眼、順風耳、宮娥、田都元帥（宋江爺）等神像。
舊廟殿內則供奉三尊媽祖，兩旁供奉地藏王菩薩及註生娘娘，此外尚有供奉後來增祀的田都元帥與中壇元帥。

### 碑匾
- 「澤周海嶠」匾：光緒十五年（1889年）由柳營劉家二房七世劉達元（圭璋）與鐵線橋堡內諸庄同獻之木匾[8]。
- 「神光海島」匾：光緒十九年（1893年）由轄境「眾弟子」所獻[8]。
- 「克配彼天」匾：民國三十八年（1949年）由「鐵線橋諸堡內眾弟子」所獻[8]。
- 重修基金喜獻金記錄匾：記錄1949年重修時諸庄捐獻金額與月份，並記有興廟相關事件的發生時間[8]。
- 再重脩鐵線橋碑記：立於乾隆三十一年（1766年）八月[8]。
- 通濟宮置租立業碑記（通濟宮香燈碑）：立於嘉慶十四年（1809年）二月[8]。
- 南無阿彌陀佛碑：原立於急水溪畔，為1940年左右急水溪潰堤時，傳說廟中范府千歲敕令「南無阿彌陀佛」在此鎮溪祭水而立的石敢當。但1992年急水溪崩堤後急搶救放至新廟倉庫，1995年新廟寄火後則移到地藏王殿旁[8]。

## 外部連結
- 鐵線橋通濟宮的Facebook專頁